# تشارلي بيكنل
تشارلي بيكنل (بالإنجليزية: Charlie Bicknell)‏ هو لاعب كرة قاعدة أمريكي، ولد في 27 يوليو 1928 في بلينفيلد (نيوجيرسي) في الولايات المتحدة، وتوفي في 24 نوفمبر 2013 في ليفينغستون في الولايات المتحدة.

## وصلات خارجية
- تشارلي بيكنل على موقع دوري كرة القاعدة الرئيسي (الإنجليزية)
- تشارلي بيكنل على موقعبيزبول رفرنس.كوم (الدوري الرئيسي) (الإنجليزية)
- تشارلي بيكنل على موقعبيزبول رفرنس.كوم (الدوري الثانوي) (الإنجليزية)
- تشارلي بيكنل على موقع إي إس بي إن.كوم (أم.أل.بي) (الإنجليزية)
- تشارلي بيكنل على موقع مشجعي الرسوم البيانية (الإنجليزية)